# Качальский (лунный кратер)
Кратер Качальский (лат. Katchalsky) — небольшой ударный кратер на обратной стороне Луны. Название присвоено в честь израильского физико-химика и биолога Аарона Кацир-Качальского (1914—1972) и утверждено Международным астрономическим союзом в 1973 г. Образование кратера относится к позднеимбрийскому периоду.

## Описание кратера
Ближайшими соседями кратера являются кратер Бингам на северо-западе, кратер Гюйо на севере, кратеры Ибн Фирнас и Кинг на востоке, кратер Вивиани на юго-востоке и кратер Фирсов на юго-западе. На юго-западе от кратера, в центре треугольника образованными кратерами Качальский, Вивани и Фирсов, находится структура с высоким альбедо, аналогичная Рейнер Гамма. Селенографические координаты центра кратера 5°55′ с. ш. 116°04′ в. д. / 5,91° с. ш. 116,07° в. д., диаметр 32,3 км, глубина 2 км.
Кратер имеет полигональную форму с выступами в восточной и западной частях, умеренно разрушен. Высота вала кратера над окружающей местностью 940 м, объем кратера составляет приблизительно 714 км³. Дно чаши пересеченное, без приметных структур, имеется центральный пик.

## Сателлитные кратеры
Отсутствуют.